# ماکس روزنفلدر
ماکس روزنفلدر (انگلیسی: Max Rosenfelder؛ زادهٔ ۱۰ فوریهٔ ۲۰۰۳) بازیکن فوتبال است.
وی همچنین در تیم‌های ملی فوتبال Germany national under-16 football team، جوانان آلمان، و جوانان آلمان بازی کرده‌است.